# Cisterciënzerabdij van Bélapátfalva
De Cisterciënzerabdij van Bélapátfalva  (Hongaars: Bélapátfalvai ciszterci kolostor) is een voormalige 13e-eeuwse cisterciënzenabdij in Bélapátfalva in het comitaat Heves, maar hoorde tot 1950 bij het buurcomitaat Borsod. Het gebouw is Romanogotisch en het best bewaarde voorbeeld van deze bouwstijl in Hongarije. Het klooster ligt aan de voet van de 815 meter hoge Bélkő, een van de hoogste toppen van het Bükkgebergte. 
Het klooster werd in 1232 erkend door de bisschop van Eger, Kilit II (Cletus Bél). Het lag op het terrein van de familie von Bél, de familie waartoe de schenker ook behoorde. Het was een dochterklooster van de Cisterciënzerabdij van Pilis, waarvan de Abdij van Clairvaux in Frankrijk, het moederklooster was.